# Argeaden

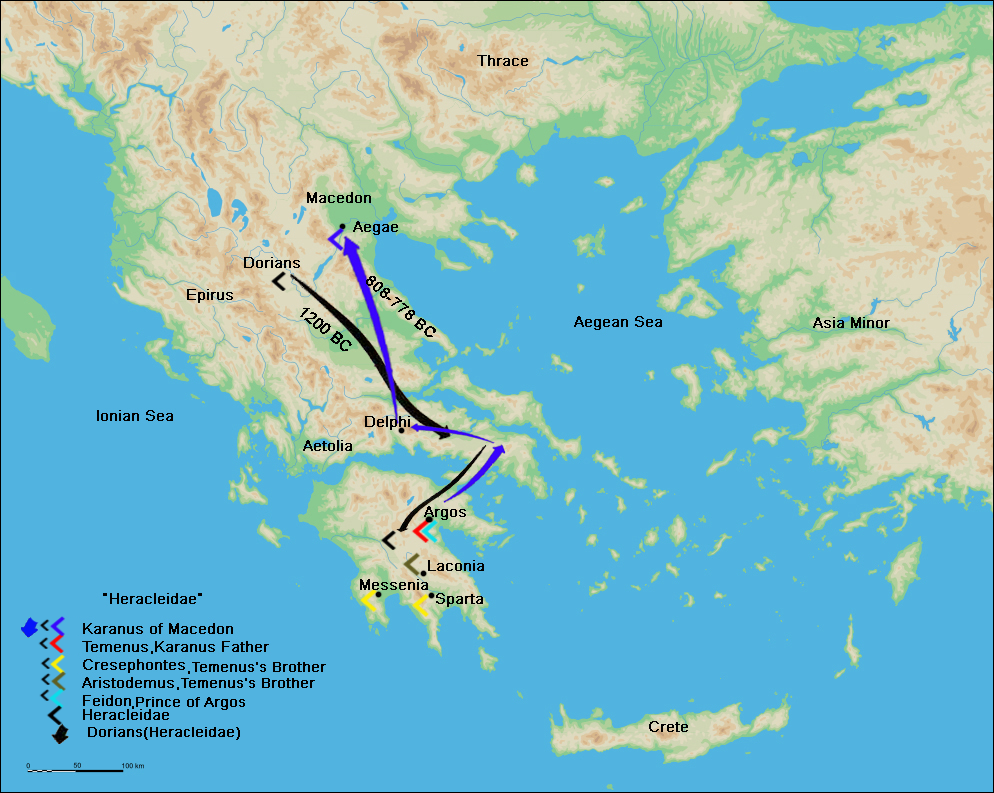
Weg van de Argeaden: van Argos over Peloponnesos naar Macedonië

De Argeaden, in het Grieks: οἱ Ἀργεάδαι, hoi Argeádai, waren het eerste koninklijke geslacht in Macedonië in de archaïsche en klassieke periode.
Ze stichtten Macedonië, een koninkrijk in het noorden van Griekenland, en regeerden er als koning van de zevende eeuw v.Chr. tot 306 v.Chr. De leden van de familie beweerden afstammelingen te zijn van de legendarische halfgod Herakles, en zouden afkomstig zijn uit de polis Argos, vandaar de naam Argeaden.
De bekendste leden van deze familie waren Philippos II, die erin slaagde de Grieken te onderwerpen, en zijn zoon Alexander de Grote, die het Perzische Rijk veroverde en daarmee een wereldrijk creëerde. Het koninkrijk kwam onder hun leiding tot stand.
De lijn van de Argeaden eindigt tijdens de oorlogen van de diadochen, toen de zuster van Alexander, Cleopatra, in Sardis door de lokale garnizoenscommandant werd vermoord in opdracht van Antigonos I Monophthalmos. Zij stond op het punt te vluchten naar Egypte om het huwelijksvoorstel te aanvaarden van Ptolemaeus I. 
De laatste legitieme mannelijke heerser op de Macedonische troon was Alexander IV, de zoon van Alexander de Grote en Roxane. Hij werd door Cassander vermoord. Een andere troonpretendent, Herakles, de onwettige zoon van Alexander de Grote en de Perzische Barsine, werd door Polyperchon vermoord.
De dynastie van de Argeaden werd door de Antipatriden opgevolgd.

## Koningen van Macedonië
- Lijst van koningen van Macedonië